# John Iliopoulos
John Iliopoulos (em grego: Ιωάννης Ηλιόπουλος) (Calamata, 1940) é um físico grego.
Foi o primeiro a apresentar o modelo padrão da física de partículas em uma única publicação. É conhecido por ter predito o quark c com Sheldon Lee Glashow e Luciano Maiani (o mecanismo GIM).